# 岩崎美奈子
岩崎 美奈子（いわさき みなこ、1975年3月10日 - ）は、日本のイラストレーター。新潟県生まれ、埼玉県在住。

## 略歴
「ミーちゃん」（ME-CHAN）のペンネームで、『POPCOM』『テクノポリス』などのパソコンゲーム雑誌へイラスト（主に『イース』のキャラクター）を投稿したり、ファルコムショップで行われていたイラストコンテストなどに応募していたが、1993年に日本ファルコムに入社。在籍時には『イースエターナル』『英雄伝説 ガガーブトリロジー』などを手がけた。日本ファルコム時代の後輩に村上水軍がいる。5年弱ほど勤務した後に退社し、退社後はフリーランスとしてライトノベルの表紙・挿絵や、ゲームのキャラクターデザインなどを行っている。

## 作品リスト

### ゲームキャラクターデザイン
- 日本ファルコム
  - 1994年 - 英雄伝説III 白き魔女 （PC98）
  - 1995年 - イースV -失われた砂の都ケフィン- （SFC）
  - 1996年 - 英雄伝説IV 朱紅い雫 （PC98）
  - 1998年 - イースエターナル （Windows）
  - 1999年 - 新・英雄伝説III 白き魔女 （Windows）
  - 2000年 - イースIIエターナル （Windows）
  - 2004年 - 英雄伝説 ガガーブトリロジー （PSP）
- グルッポワン
  - 2000年 - 風の探索者 -GRAND SLAM- （Windows）
  - 2002年 - 風の探索者 大陸編 -Eternal Flame- （Windows）
  - 2003年 - 風の探索者 2 -Shadow kingdom- （Windows）
- アスミック・エースエンタテインメント
  - 2004年 - 転生學園幻蒼録 （PS2）
  - 2006年 - 転生學園月光録 （PS2）
- マーベラスインタラクティブ
  - 2006年 - ルーンファクトリー -新牧場物語- （DS）
  - 2008年 - ルーンファクトリー2 （DS）
  - 2008年 - ルーンファクトリー フロンティア （Wii）
  - 2009年 - ルーンファクトリー3 （DS）
  - 2011年 - ルーンファクトリー オーシャンズ （Wii/PS3）
  - 2012年 - ルーンファクトリー4 （3DS）
  - 2021年 - ルーンファクトリー5 （Nintendo Switch）
- アイディアファクトリー
  - 2008年 - 神代學園幻光録 クル・ヌ・ギ・ア （PS2）
  - 2009年 - L2 Love×Loop （PS2）
  - 2009年 - いつかこの手が穢れる時に －SPECTRAL FORCE LEGACY－ （PSP）
- キューエンタテインメント
  - 2008年 - Xenepic Online日本版（MMORPG）※NPCイラスト
- フリュー
  - 2012年 - アンチェインブレイズ エクシヴ（3DS/PSP）※キャラクターイラスト参加
- ブシロード
  - 2012年 - リアセカイ（Nintendo Switch/Steam）

### 日本ファルコム関連仕事
- 1994年 - ブランディッシュ3 （アート&グラフィック）
- 1995年 - 風の伝説ザナドゥII （アート&グラフィック）
- 1995年 - リバイバル ザナドゥ （アート&グラフィック）
- 1997年 - 新英雄伝説 （メインビジュアル）
- 1999年 - 英雄伝説V 海の檻歌 （アート&グラフィック、メインビジュアル）
- 2005年 - VM JAPAN （PS2） （特典画集イラスト）

### 小説挿絵
- 講談社
  - 講談社X文庫ホワイトハート
    - 1998-2001年 - 足のない獅子シリーズ（全10巻、著：駒崎優）
    - 2002-2006年 - 黄金の拍車シリーズ（全6巻、著：駒崎優）
    - 2002-2004年 - クイーンズ・ガードシリーズ（全3巻、著：駒崎優）
    - 2006年 - 楽/園（著：三條星亜）
    - 2009年 - 黄金の花咲く―龍神郷―（著：宮乃崎桜子）

  - 青い鳥文庫
    - 2006-2016年 - タイムスリップ探偵団シリーズ（9-29巻、著：楠木誠一郎）
    - 2012年 - でりばりぃAge（著：梨屋アリエ）

  - レジェンドノベルス
    - 2020年 - 絶対回避のフラグブレイカーシリーズ（著：友理潤）
- スタジオDNA（現・一迅社）
  - DNAノベルス
    - 2001年 - ペルソナ・アナザービジョン 明日出会う自分へ（著：甲斐透）
- アスキー・メディアワークス（現・KADOKAWA）
  - 電撃文庫
    - 2003-2007年 - 空ノ鐘の響く惑星でシリーズ（全13巻、著：渡瀬草一郎）
- ヒヨコ舎
  - 単行本
    - 2004年 - そらのこども（著：萩原麻里）
- エンターブレイン（現・KADOKAWA）
  - ファミ通文庫
    - 2005年 - 嘘つきは探偵の始まり（著：川上亮）

  - B's-LOG文庫
    - 2007年 - 横浜危機的少年（著：小川いら）
- 朝日ソノラマ
  - ソノラマ文庫
    - 2005年 - 仮面ライダー響鬼 明日への指針（著：稲元おさむ）
- 中央公論新社
  - C★NOVELSファンタジア
    - 2005年 - 聖者の異端書（著：内田響子）
    - 2011-2012年 - 光の楽園シリーズ（全3巻、著：涼原みなと）
- 角川書店（現・KADOKAWA）
  - 角川ビーンズ文庫
    - 2007-2009年 - 光の精煉師ディオンシリーズ（全6巻、著：村田栞）
- アルファポリス
  - レジーナブックス
    - 2012年 - トカゲの庭園（著：内野月化）
- オークラ出版
  - NMG文庫
    - 2013年 - 紅ヴァンパ ようこそ紅浪漫社へ（著：清水文化）
- PHP研究所
  - 単行本
    - 2014年 - だれがアケル！？トビラシリーズ（全4巻、著：日本児童文芸家協会）
- 主婦の友社
  - すこし不思議文庫
    - 2014年 - となりのユーレイ（著：藤咲あゆな）
- KADOKAWA
  - メディアワークス文庫
    - 2015年 - レトリカ・クロニクルシリーズ（全2巻、著：森日向）

  - 角川つばさ文庫
    - 2016年 - 宮沢賢治童話集 風の又三郎（著：宮沢賢治）

  - ドラゴンノベルス
    - 2019年 - 神猫ミーちゃんと猫用品召喚師の異世界奮闘記シリーズ（著：にゃんたろう）

  - カドカワBOOKS
    - 2022年 - 人間嫌いの転生少女はドラゴンの夢を見る（著：香住なな）

  - 単行本
    - 2018年 - 声なき魔女と星の塔（著：森日向）
- 小学館
  - ガガガ文庫
    - 2016-2018年 - やがて恋するヴィヴィ・レインシリーズ（全7巻、著：犬村小六）
- ツギクル
  - ツギクルブックス
    - 2019年 - ミリモス・サーガ ――末弟王子の転生戦記シリーズ（著：中文字）
    - 2020年 - 異世界に転移したら山の中だった。反動で強さよりも快適さを選びました。シリーズ（著：じゃがバター）
- ポプラ社
  - ポプラキミノベル
    - 2021年 - セカイのハテナ（著：藤咲あゆな）
- オーバーラップ
  - オーバーラップ文庫
    - 2022年 - 暗殺者は黄昏に笑う（著：メグリくくる）

### イラスト
- 2001-2003年 - トレーディングカードゲーム『アクエリアンエイジ』 カードイラスト （ブロッコリー）[6]
- 2003-2004年 - トレーディングカードゲーム『幻想水滸伝カードストーリーズ第2章』 カードイラスト （コナミ）[7]
- 2004年 - RPGツクールXP パッケージイラスト （エンターブレイン）
- 2006年 - 【eM】-eNCHANT arM- Xbox 360版予約特典イラスト （フロム・ソフトウェア）
- 2010年 - ドラマCD『私の執事 on bitter taste』 ジャケットイラスト （キャラアニ）
- 2016年 - テレビアニメ『少年メイド』第1話 エンドカードイラスト （TBSテレビ）

### 漫画
- 2002年 - 解放者（読み切り、ファミ通ブロス2002年7・8月号掲載）
- 2005-2009年 - 玻璃月蜻蛉縁物語（コミックZERO-SUM増刊WARD[8]、単行本全2巻、原作：高里椎奈）
- 2007年 - 声にならない想い（読み切り、『水色のメモ帳―初恋コレクション〈9〉』ISBN 978-4265045594 掲載）
- 2012年 - 学研まんが NEW日本の歴史（8）ゆれる江戸幕府（総監修：大石学）
- 2013-2015年 - よろず占い処 陰陽屋へようこそ（B's-LOG COMIC、単行本全2巻、原作：天野頌子）

### 画集
- 2006年 - 岩崎美奈子 ART WORKS ISBN 978-4797333213
- 2008年 - 蒼光~岩崎美奈子『転生学園幻蒼録/月光録』ART WORKS ISBN 978-4797345629